# Quận Volusia, Florida
Quận Volusia là một quận thuộc tiểu bang Florida, Hoa Kỳ. Quận lỵ đóng ở DeLand, Florida6. 
Dân số theo điều tra năm 2000 của Cục điều tra dân số Hoa Kỳ là 494.593 người.

## Địa lý
Theo Cục điều tra dân số Hoa Kỳ, quận này có diện tích 3710 km2, trong đó có 860 km2 là diện tích mặt nước.